# 天主教聖波尼法爵總教區
天主教聖波尼法爵總教區（拉丁語：Archidioecesis Sancti Bonifacii）是羅馬天主教以加拿大一個教省總教區，但無屬下教區。是一個英法雙語並行的教區。
教區位於馬尼托巴東南部，座堂位於聖波尼法爵。2010年有教友113,495人，佔轄區總人口25.5%。教區下轄七十七個堂區，有131名司鐸。現任教區總主教為阿爾伯·萊格特。
1844年4月16日成立西北代牧區，1847年6月4日升為教區。1871年9月22日升為總教區。